# Art of Hosting
De "Art of Hosting" is een methode van participatief leiderschap voor het faciliteren van groepsprocessen, zoals gebruikt door een ongestructureerde gemeenschap van deelnemers. Zij nodigen mensen doelbewust uit om in gesprek te gaan over zaken waar ze zich zorgen over maken, terwijl facilitators optreden als gastheer. De leden van de groep vatten "Hosting" op als rentmeesterschap over de collectieve intelligentie of wijsheid die mensen met zich meebrengen, ze vergelijken met een feestje, waarbij de gastheer uitnodigt en zorgt voor de sfeer, maar het is aan de gasten die de richting en de resultaten van het feest vormen. De beoefenaars zien deze methodologie van engagement als een manier om complexe, sociale systemen te laten convergeren rond collectieve acties, waarbij de deelnemers hun eigen oplossingen ontdekken en voorstellen.

## Benadering
The Art of Hosting is een specifieke benadering en methodologie voor groepsfacilitering en systeemverandering, ontwikkeld en samengesteld volgens een gemeenschappelijk of open-source model door een internationale gemeenschap van faciliterende beoefenaars. Het is zelforganiserend. Begonnen rond het einde van de jaren negentig, of het begin van de jaren 2000, deelt de gemeenschap methoden, hulpmiddelen en terminologie met elkaar om de manier waarop mensen complexe sociale, politieke en economische veranderingen kunnen begrijpen en in een participatieve wijze mensen kunnen mobiliseren om hierop te reageren. Het past dialogische technieken en complexe systeemanalyse toe (bijv. het Cynefin-raamwerk), die ze beschouwen met sociale theorieën, waaronder structurering, actor-netwerktheorie en gesitueerde kennis .
Mensen in deze gemeenschap gebruiken doorgaans een bepaalde reeks metaforen om groepsprocessen begrijpelijk te maken, zoals Theory U, en kunnen verwijzen naar processen in de natuurlijke wereld om inzicht te krijgen in menselijke interacties. Ze putten uit een bundel van faciliterende methoden zoals Open Space Technology, World café en Circle process / practice. Ze passen technieken van Waarderend onderzoek (Appreciative Inquiry) en Fishbowl toe op een aangepaste manier, afhankelijk van het doel van de opdracht.
Het proces besteedt aandacht aan het stellen van belangrijke vragen voor overweging door de groep en het documenteren van de resultaten van de dialoogsessies, genaamd 'oogsten'. Om deze reden noemt de gemeenschap haar algemene benadering een ‘kunst’, die alleen door oefening kan worden verfijnd. In hun werk worden degenen die een groepsgesprek beginnen, vaak 'bellers' genoemd, omdat ze mensen bellen of uitnodigen om deel te nemen aan een specifieke gedeelde uitdaging. Er is een focus op het construeren en vasthouden van dialogische containers begrensd in ruimte en tijd die constructieve groepsprocessen ondersteunen die nieuwe inzichten en beslissingen mogelijk maken.
Deze metaforen en methoden worden ontwikkeld en toegepast door een zelforganiserende leergemeenschap. Er is geen centrale instelling die beslist wat in de canon thuishoort - het komt naar voren uit wat de gemeenschap gebruikt en evolueert door een proces van informele peer review dat zich richt op toepassing. Beoefenaars beweren dat goed georganiseerde evenementen en projecten het aanpassingsvermogen van de groep vergroten.
De media voor uitwisseling en documentatie van de gemeenschap zijn praktijkgerichte webpagina's en grijze literatuur.

## Oefenprincipes

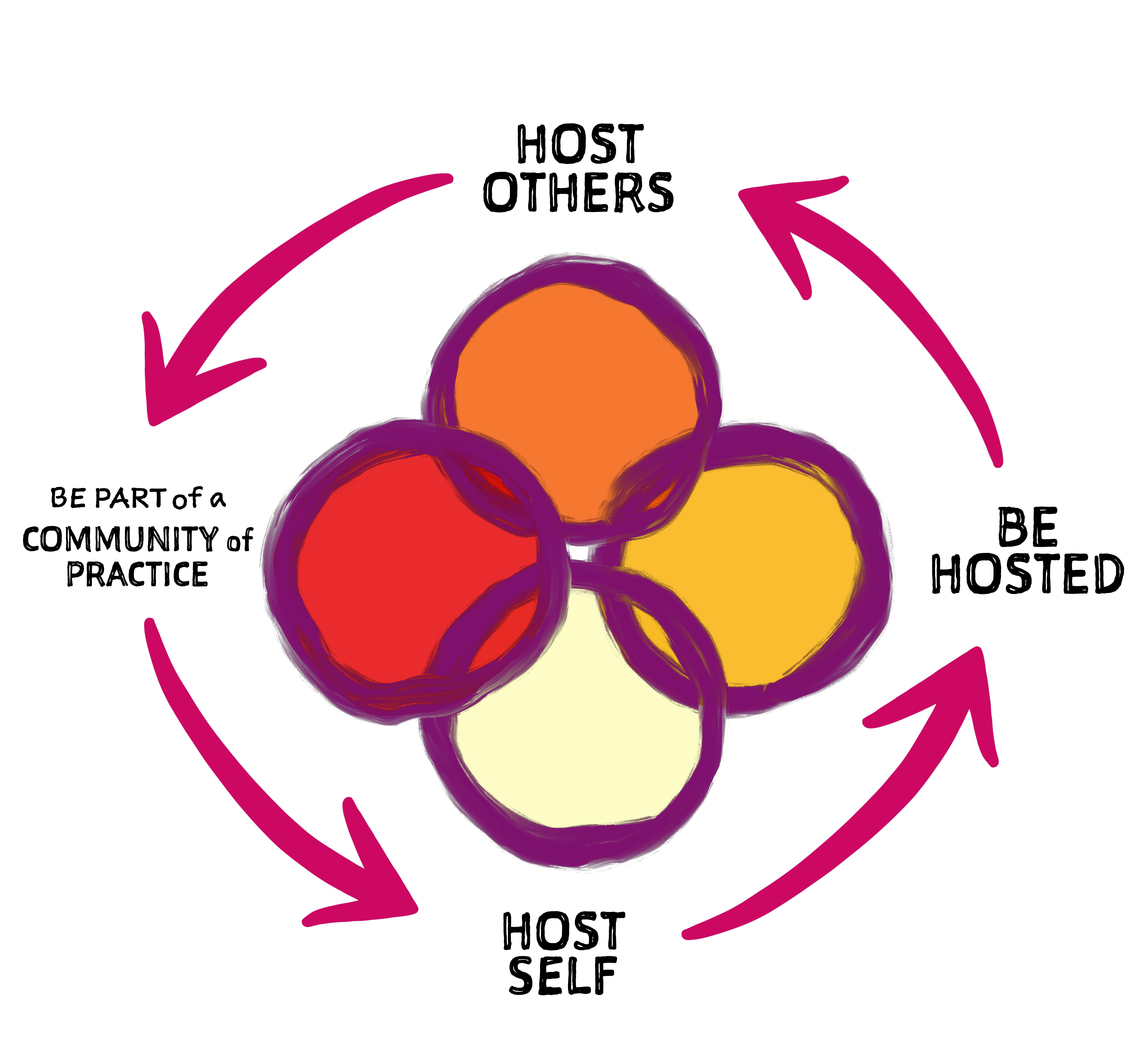
Viervoudige praktijk binnen de kunst van het hosten

De internationale "Art of Hosting"-gemeenschap omarmt zelforganisatie en werkt volgens de basisideeën van een praktijkgemeenschap en een professionele leergemeenschap. Ze leggen de nadruk op het gelijk waarderen van de bijdragen van individuen en het verwelkomen van deelname in grote groepen. Een aantal kaders biedt oriëntatie en articuleert gedeelde principes en activiteiten. "The 8 Breaths of Process Architecture" is gebaseerd op Kaner's "Diamond of Participatory Decision-Making", geeft een raamwerk voor het ontwerpen van groepsprocessen met een "Four-Fold Practice" van "persoonlijke oefening, dialoog, facilitering en co-creatie van innovatie" gebruikt om de ontwikkeling van beoefenaars te oriënteren. Er is geen vaste terminologie voor viervoudig oefenen, maar het kan het volgende omvatten:
- "Host Self": Om opkomend begrip binnen groepen te koesteren, cultiveren gastheren een persoonlijke oefening die open luisteren, opmerkzaamheid en een beginnersgeest mogelijk maakt. Hoewel kennis van technieken belangrijk is, hangt effectieve toepassing af van het zien van zichzelf in de specifieke context;[3]
- "Be Hosted": Gastheren blijven leren door middel van dialoog en deelname aan sessies die door anderen worden geleid. Inleidende training wordt bijvoorbeeld gegeven door middel van meeslepende workshops waarin hoofdtrainers ook deelnemen aan sessies die worden georganiseerd door degenen die worden opgeleid;
- "Host Others": Hosts richten zich op het ontwerpen van dialoogsessies om gemeenschappelijke uitdagingen aan te pakken en deze te implementeren met behulp van een reeks methoden.[19] Het ontwerp van elk evenement of project wordt aangepast aan de context en setting;[13]
- "Maak deel uit van een praktijkgemeenschap": als een zelforganiserende professionele leergemeenschap is de gemeenschap afhankelijk van het vrij delen van inzichten en toepassingsgevallen. Dit maakt gebruik van elektronische mailinglijsten en sociale mediakanalen.

## Voorbeelden van toepassingen
De aanpak wordt gebruikt in diverse omgevingen, waaronder hervorming van de gezondheidszorg, de Europese Commissie, hoger onderwijs, duurzame ontwikkeling, evenals een methodologie voor evaluatie participatief actieonderzoek en leiderschapsontwikkeling vanuit de gemeenschap. In het algemeen is de aanpak bedoeld als een methodologie om innovatie te stimuleren en ervaringen op te bouwen met democratische besluitvorming in de context van maatschappelijke betrokkenheid .

## Verder lezen
- David Bohm, David (1980). Wholeness and the Implicate Order. Routledge, London. ISBN 9780744800005.
- Peter Block, Peter (2008). Community: The Structure of Belonging. Berrett-Koehler, San Francisco. ISBN 9781576754870.
- Donella Meadows, Donella (2008). Thinking in Systems: A Primer. Chelsea Green. ISBN 9781603580557.
- Peter Senge, Peter (2004). Presence: Human Purpose and the Field of the Future. Society for Organizational Learning, Boston, MA. ISBN 9780385516303.
- Étienne Wenger, Étienne (1998). Communities of Practice: Learning, Meaning and Identity. Cambridge University Press. ISBN 9780521663632. Gearchiveerd op 3 juni 2021.
- Meg Wheatley, Margaret (2006). Leadership and the New Science: Discovering Order in a Chaotic World. Berrett-Koehler. ISBN 9781576753446.